# Carlos Alcaraz
Carlos Alcaraz Garfia (* 5. května 2003 El Palmar, Murcia) je španělský profesionální tenista, stříbrný medalista z pařížské olympiády 2024. V letech 2022–2023 byl světovou jedničkou ve dvouhře, kterou se poprvé stal v 19 letech během září 2022 jako vůbec nejmladší tenista v historii. Ve čtyřech obdobích na čele strávil třicet šest týdnů. Na grandslamu zvítězil ve dvouhře US Open 2022, Wimbledonu 2023 i 2024 a French Open 2024 i 2025. Po Federerovi se stal druhým tenistou otevřené éry, který ovládl prvních pět grandslamových finále. Ve své dosavadní kariéře na okruhu ATP Tour vyhrál dvacet dva turnajů včetně osmi Mastersů. Na challengerech ATP a okruhu ITF získal sedm titulů ve dvouhře.
Na žebříčku ATP byl ve dvouhře nejvýše klasifikován v září 2022 na 1. místě a ve čtyřhře v květnu 2022 na 519. místě. Od patnácti let trénuje v akademii Equelite bývalé světové jedničky Juana Carlose Ferrera ve Villeně. Spolu s Ferrerem se na jeho přípravě podílí Samuel López.
V daviscupovém týmu Španělska debutoval v roce 2022 březnovým kvalifikačním kolem proti Rumunsku, v němž vyhrál nad Mariusem Copilem. Do září 2025 v soutěži nastoupil k šesti mezistátním utkáním s bilancí 5–1 ve dvouhře a 1–1 ve čtyřhře.
Španělsko reprezentoval na Letních olympijských hrách 2024 v Paříži. Ve 21 letech se stal historicky nejmladším finalistou mužské dvouhry, v níž vybojoval stříbrnou medaili po prohře s Novakem Djokovićem. Do mužské čtyřhry zasáhl s Rafaelem Nadalem. Ve čtvrtfinále nestačili na pozdější americké stříbrné medailisty Austina Krajicka s Rajeevem Ramem.
Asociace tenisových profesionálů jej v roce 2020 vyhlásila nováčkem roku.

## Tenisová kariéra
V rámci událostí okruhu ITF debutoval v únoru 2018, když zasáhl do dvouhry turnaje v rodné Murcii s dotací 15 tisíc dolarů. Ve čtvrtfinále podlehl krajanu Sergiu Gutierrezovi-Ferrolovi ze čtvrté světové stovky. Během července 2019 si premiérový titul ITF odvezl z východošpanělské Denii, události s rozpočtem 25 tisíc dolarů. Ve finále přehrál Kazacha Timofeje Skatova, figurujícího na 636. místě. První challenger vyhrál na srpnovém Internazionali di Tennis Città di Trieste 2020 v Terstu, kam přijel jako účastník kvalifikace. Ve finále dvouhry zdolal italského kvalifikanta z počátku páté stovky Riccarda Bonadia ve dvou sadách.
Na okruhu ATP Tour debutoval únorovým Rio Open 2020 z kategorie ATP Tour 500 po obdržení divoké karty. Na úvod vyřadil čtyřicátého první hráče klasifikace a krajana Alberta Ramose-Viñolase v třísetové bitvě trvající 3.37 hodiny. Stal se tak prvním tenistou narozeným v roce 2003, jenž na túře ATP vyhrál zápas, v 16 letech nejmladším vítězem utkání od 16letého Garína na Chile Open 2013, nejmladším vítězem zápasu v kategorii ATP 500 od jejího založení i nejmladším přemožitelem člena první světové padesátky od 16letého Gasqueta na Marseille Open 2003, respektive v rámci Španělů od 15letého Nadala na Majorca Open 2002. Sezónu 2020 zakončil na 141. příčce žebříčku ATP, v 17 letech jako nejmladší hráč Top 600.
Na únorovém Great Ocean Road Open 2021 v Melbourne Parku poprvé porazil člena elitní světové dvacítky poté, co na něj ve druhém kole nestačil čtrnáctý muž žebříčku David Goffin. Debut v hlavní soutěži grandslamu zaznamenal v mužském singlu Australian Open 2021 po zvládnuté tříkolové kvalifikaci, v jejímž závěru porazil Bolivijce Huga Delliena. V úvodním kole melbournské dvouhry pak přehrál nizozemského kvalifikanta Botice van de Zandschulpa, což z něj v 17 letech učinilo nejmladšího vítěze grandslamového zápasu od 17letého Kokkinakise na Australian Open 2014. Ve druhém kole jej však vyřadil Švéd Mikael Ymer z konce první světové stovky.

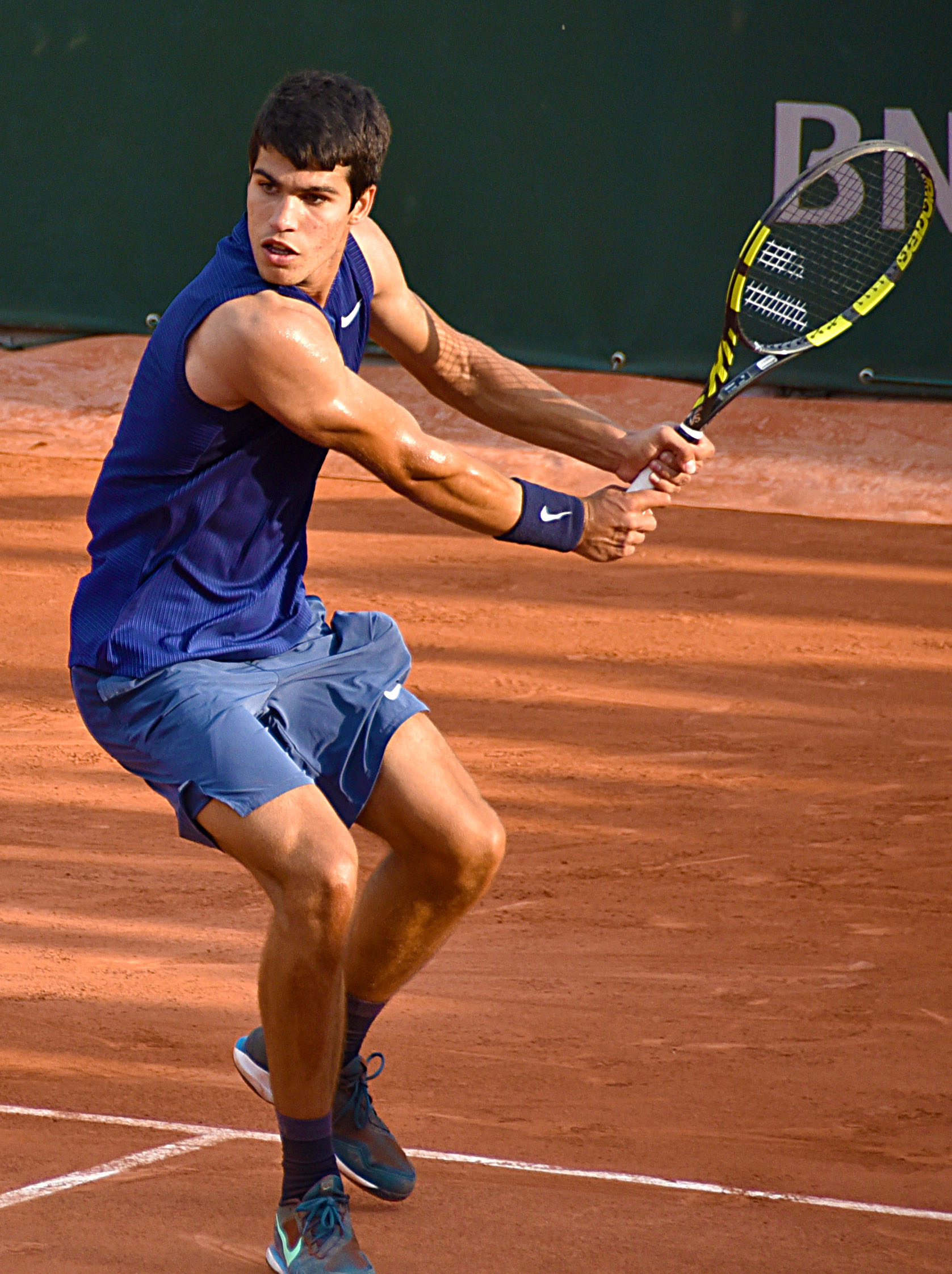
Bekhend na French Open 2021

Díky divoké kartě na Miami Open 2021 debutoval kategorii turnajů Mastersu, hned v prvním kole je ale vyřadil Fin Emil Ruusuvuori. O měsíc později zasáhl, opět díky divoké kartě, do antukového Mutua Madrid Open. V prvním kole porazil Adriana Mannarina a ve druhém kole se v den svých 18. narozenin utkal se svým vzorem a druhým hráčem světa Rafaelem Nadalem. Ten mu povolil zisk pouhých tří gamů.
Na premiérové turnajové prvenství dosáhl v červenci 2021 v chorvatském Umagu ve věku 18 let. V semifinále přehrál turnajovou jedničku Alberta Ramose-Viñolase a ve finále pak turnajovou čtyřku Richarda Gasqueta. Stal se tak nejmladším vítězem turnaje ATP od triumfu Keie Nišikoriho v Delray Beach 2008.
Výhrou ve třetím kole US Open 2021 nad světovou trojkou Stefanosem Tsitsipasem se v 18 letech a čtyřech měsících stal nejmladším hráčem, který ve Flushing Meadows vyřadil člena elitní světové trojky od zavedení žebříčku ATP v roce 1973, resp. nejmladším na grandslamu od výhry 17letého Michaela Changa nad světovou jedničkou Lendlem a trojkou Edbergem na French Open 1989. Do osmifinále grandslamu postoupil jako nejmladší tenista od 17letého Andrije Medveděva na French Open 1992. V pětisetové osmifinálové bitvě otočil průběh proti německému kvalifikantu Peteru Gojowczykovi, což z něj učinilo nejmladšího čtvrtfinalistu US Open od Andreho Agassiho v roce 1988. V této fázi však zápas skrečoval během druhé sady Félixi Augeru-Aliassimeovi pro zranění.

### 2022: První grandslamový titul a nejmladší mužská světová jednička
Ve finále Rio Open 2022 zdolal argentinskou turnajovou trojku a světovou čtrnáctku Diega Schwartzmana po dvousetovém průběhu. Druhou kariérní trofejí se v 18 letech stal nejmladším šampionem dvouhry v kategorii ATP Tour 500 hrané od sezóny 2009. Bodový zisk jej poprvé v kariéře posunul do elitní světové dvacítky, kterou po skončení uzavíral. Finálová výhra na Miami Open 2022 nad Norem Casperem Ruudem znamenala, že se v 18 letech, 10 měsících a 29 dnech stal nejmladším šampionem Mastersu od Rafaela Nadala na Monte-Carlo Masters 2005 a celkově třetím nejmladším v celé sérii konané od roku 1990, po odehrání 283 turnajů. Miami Open rovněž vyhrál jako první Španěl po osmi finálových porážkách jeho krajanů v předchozích ročnících. Na pozici nejmladšího miamského šampiona vystřídal Djokoviće, jenž Miami Masters 2007 ovládl v 19 letech. Po skončení se premiérově posunul na 11. místo žebříčku. V závěru dubna pak ovládl Barcelona Open Banco Sabadell 2022, i díky čtvrtfinálovému vítězství nad nejvýše nasazeným Tsitsipasem a dvou odvráceným mečbolům de Minaurovi v semifinále. Ve finále si poradil s krajanem Pablem Carreñem Bustou a poprvé v kariéře se posunul do elitní světové desítky, na 9. příčku. V 18 letech tak učinil průlom do Top 10 jako nejmladší tenista od Rafaela Nadala, který se stal jejím členem na den přesně o 17 let dříve (25. dubna 2005) rovněž poté, co si odvezl první triumf z Barcelona Open.

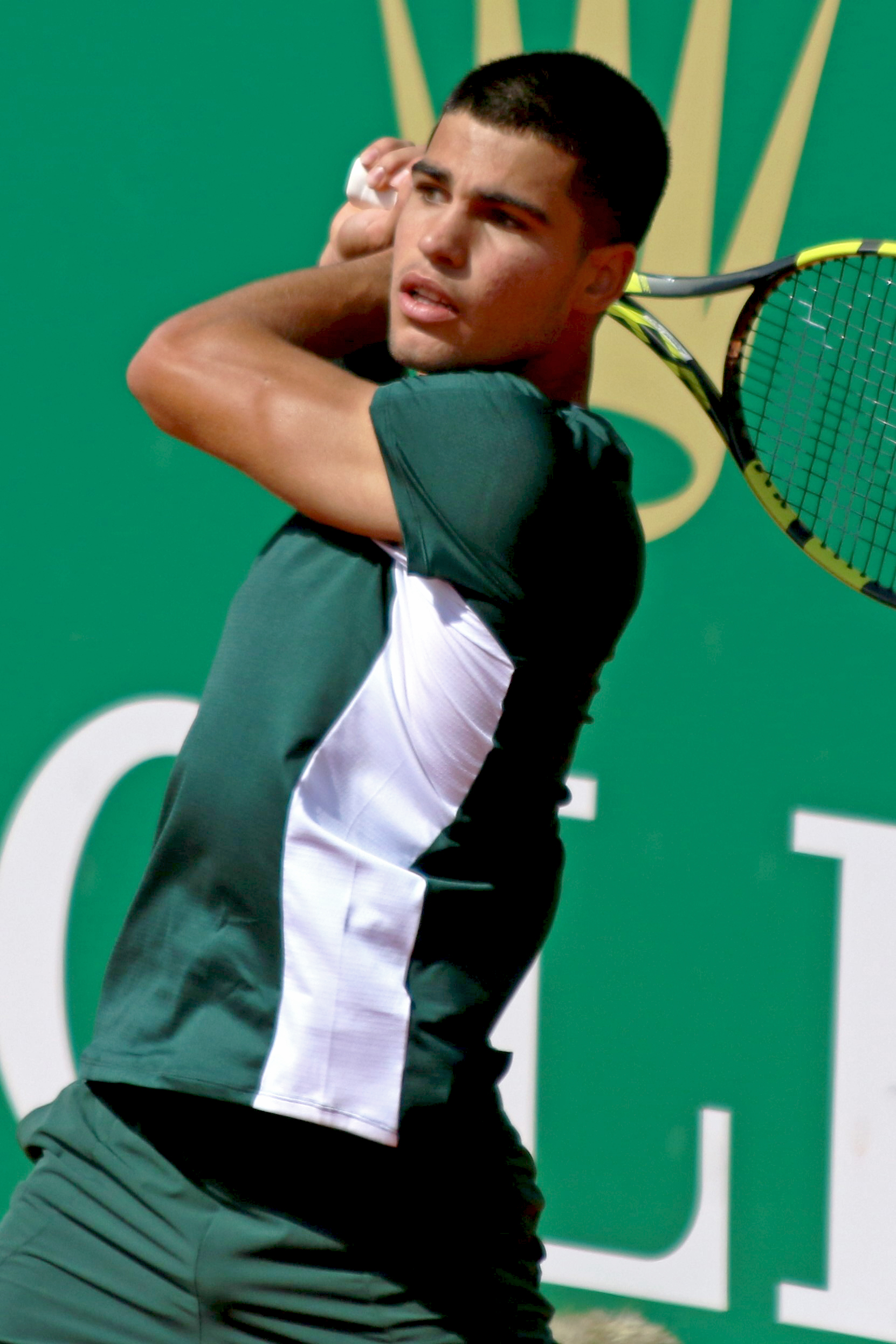
Na Monte-Carlo Masters 2022

Na Mutua Madrid Open dosáhl primátu, když jako vůbec první tenista vyřadil na jediném antukovém turnaji Nadala i Djokoviće. Proti Srbovi si připsal premiérovou výhru nad světovou jedničkou. Ve finále pak hladce zdolal třetího muže klasifikace a obhájce titulu Alexandra Zvereva, čímž prodloužil neporazitelnost proti členům Top 10 na sedm utkání. V 19 letech se stal druhým nejmladším držitelem dvou trofejí v sérii Masters, a prvním hráčem od Nalbandiana na Madrid Masters 2007, jenž na jediném Mastersu přehrál tři nejvýše nasazené. V následném vydání žebříčku mu poprvé patřila 6. příčka.
Na US Open startoval jako třetí nasazený. V průběhu turnaje zvládl vyhrát tři pětisetové zápasy v řadě. Ve čtvrtém kole přehrál vítěze z US Open 2014 Chorvata Marina Čiliće. Ve čtvrtfinále oplatil wimbledonskou a umagskou porážku Sinnerovi. Alcaraz mohl jít v závěru druhé sady do vedení 2–0 na sety, Sinner však dokázal průběh otočit a ve čtvrtém setu měl při svém podání mečbol, který nevyužil, aby Španěl nakonec zvítězil v pěti setech. Utkání se svým časem 5:15 stalo druhým nejdelším utkání historie US Open. Mezi poslední čtyřkou pak udolal amerického přemožitele Nadala Francese Tiafoea. Ve finále, které představovalo vůbec první finále majoru, ve které se hrálo jak o premiérový grandslamový titul, tak i současně o post světové jedničky, se utkal s norskou světovou sedmičkou Caspere Ruudem, kterého porazil ve čtyřech setech. Stal se tak nejmladším grandslamovým vítězem od 19letého Nadala na French Open 2005, druhým nejmladším šampionem US Open po výhře 19letého Samprase v roce 1990 a prvním mužským vítězem majoru narozeným ve 21. století. V novém vydání žebříčku ATP se v 19 letech, 4 měsících a 6 dnech se stal nejmladší světovou jedničkou na žebříčku ATP. Již postupem do semifinále si zajistil premiérovou účast na Turnaji mistrů, kam se kvalifikoval jako druhý hráč po Nadalovi.
Premiérové utkání v roli světové jedničky odehrál v Davis Cupu a odešel poražen od Félixe Augera-Aliassimea ve třech setech, i přesto Španělsko skupinu ovládlo a postoupilo do listopadové vyřazovací fáze. I z první turnaje na okruhu ATP v této roli v Astaně byl překvapivě vyřazen již na úvod, když jej přehrál šťastný poražený David Goffin, který se stal vůbec první hráčem, který Alcarazovi nedovolil v utkání ani jeden set. Výher se dočkal až na Swiss Indoors, než jej v semifinále opět porazil Auger-Aliassime. Na Rolex Paris Masters skrečoval čtvrtfinálové utkání v tiebreaku druhého setu proti Holgerovi Runovi. Trhlina ve vnitřním šikmém svalu břišním levé části stěny jej vyřadila z navazujícího Turnaje mistrů i konečné fáze finále Davis Cupu. Nadalova druhá a Tsitsipasova první prohra na Turnaji mistrů znamenaly, že i přes absence zakončil sezónu na prvním místě žebříčku ATP jako vůbec nejmladší hráč a první teenager.

### 2023: Wimbledonský vítěz, Mastersy z Indian Wells a Madridu a boj o čelo žebříčku s Djokovićem
Australskou letní sezónu včetně Australian Open vynechal pro poranění pravého poloblanitého svalu, které si přivodil nepřirozeným pohybem během tréninku. Melbournský triumf Djokoviće znamenal, že vystřídal Alcaraze na pozici světové jedničky. Vrátil se tak v únoru na antuce v Buenos Aires. Jediný set ztratil hned v úvodním zápase proti Srbovi Djeremua nakonec triumfoval po finálové výhře nad Cameronem Norriem. Oba finalisté se potkali o týden později na Rio Open, kde Alcaraz coby obhájce trofeje nevyužil vinou zranění vedení o set a brejk, aby nakonec prohrál v koncovce třetího setu.

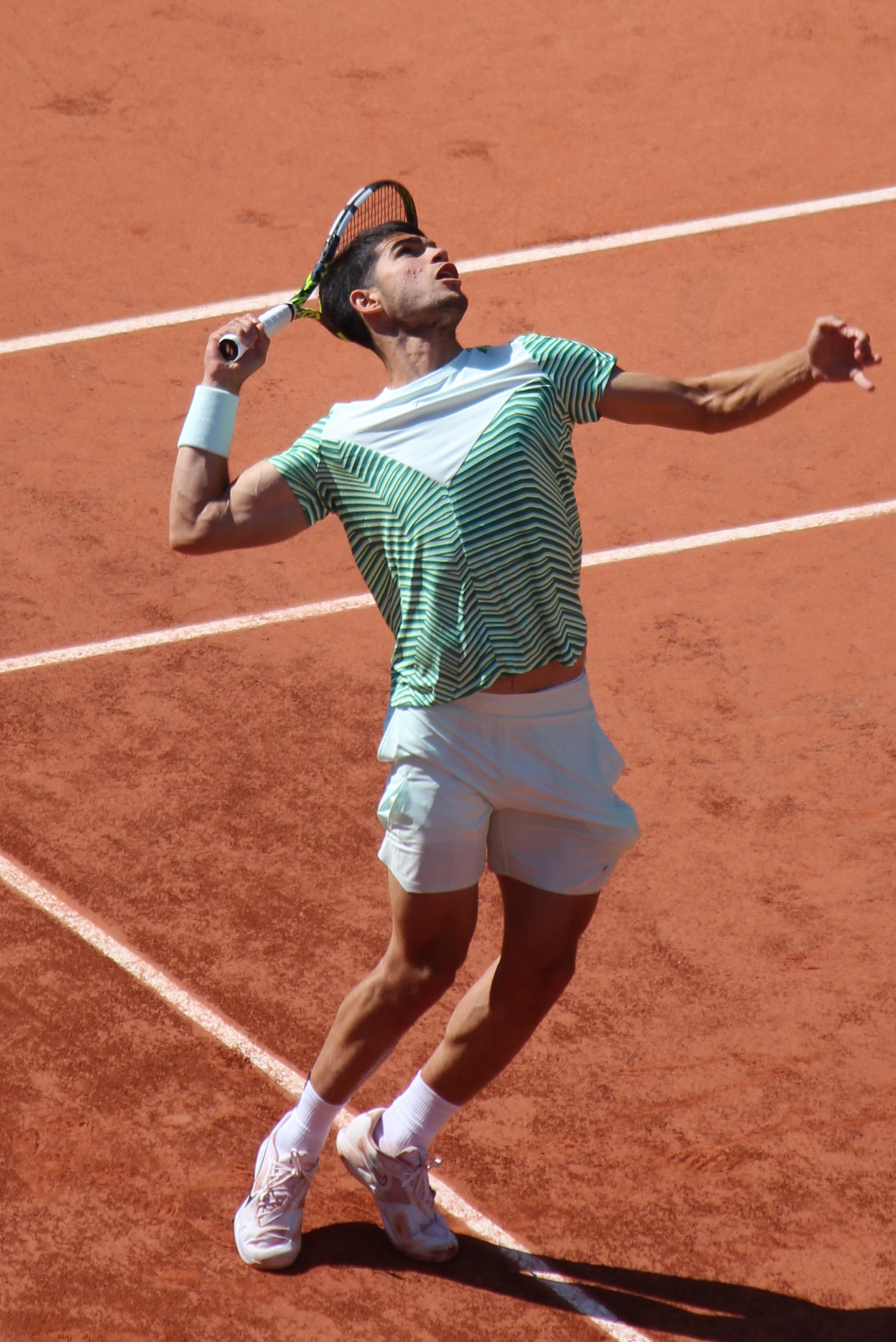
Na Roland Garros postoupil poprvé do semifinále

V Indian Wells triumfoval bez ztracené sady. V boji o titul zdolal Daniila Medveděva, který do zápasu vstupoval s 19zápasovou neporazitelností. V 19 letech se stal nejmladším šampionem obou březnových událostí Indian Wells Masters a Miami Masters a zároveň získal třetí trofejí z Mastersů. Zisk titulu mu zaručil návrat do čela světové klasifikace. K udržení této pozice i po Miami Open potřeboval obhájit titul. V semifinálové repríze z Indian Wells jej však vyřadil Jannik Sinner.
Antukovou sezónu zahájil premiérovou obhajobou titulu, když v Barceloně ve finále i ve čtvrtém vzájemném zápasem porazil Stefanose Tsitsipase. Na turnaji triumfoval bez ztráty setu. Následně zopakoval vítězství na turnaji z kategorie Masters v Madridu. V boji o titul porazil Němce Jana-Lennarda Struffa ve třech setech. Ve 20 letech a 2 dnech se stal nejmladším tenistou, který v otevřené éře vyhrál deset kariérních titulů. Již nastoupením do prvního utkání na Rome Masters získal jistotu návratu do čela světového žebříčku, když před začátkem turnaje ztrácel na Djokoviće pouze 5 bodů a v Římě neobhajoval žádné body. Ve třetím kole ho nečekaně vyřadil maďarský kvalifikant a stý třicátý pátý hráč světa Fábián Marozsán, pro kterého turnaj představoval vůbec první účast v hlavní soutěži okruhu ATP. Na cestě do prvního semifinále pařížského French Open ztratil jediný set s Japoncem Tarem Danielem ve druhém kole. Po výhrách nad Lorenzem Musettim a světovou pětkou Stefanosem Tsitsipasem nestačil v semifinále na třetího muže žebříčku Novaka Djokoviće, který jej po skončení opět vystřídal na čele světové klasifikace. Za vyrovnaného stavu setů byl Alcaraz od třetí sady výrazně omezen v pohybu kvůli křečím, opakovaně se nechal ošetřovat a prohrál jedenáct gamů v řadě.

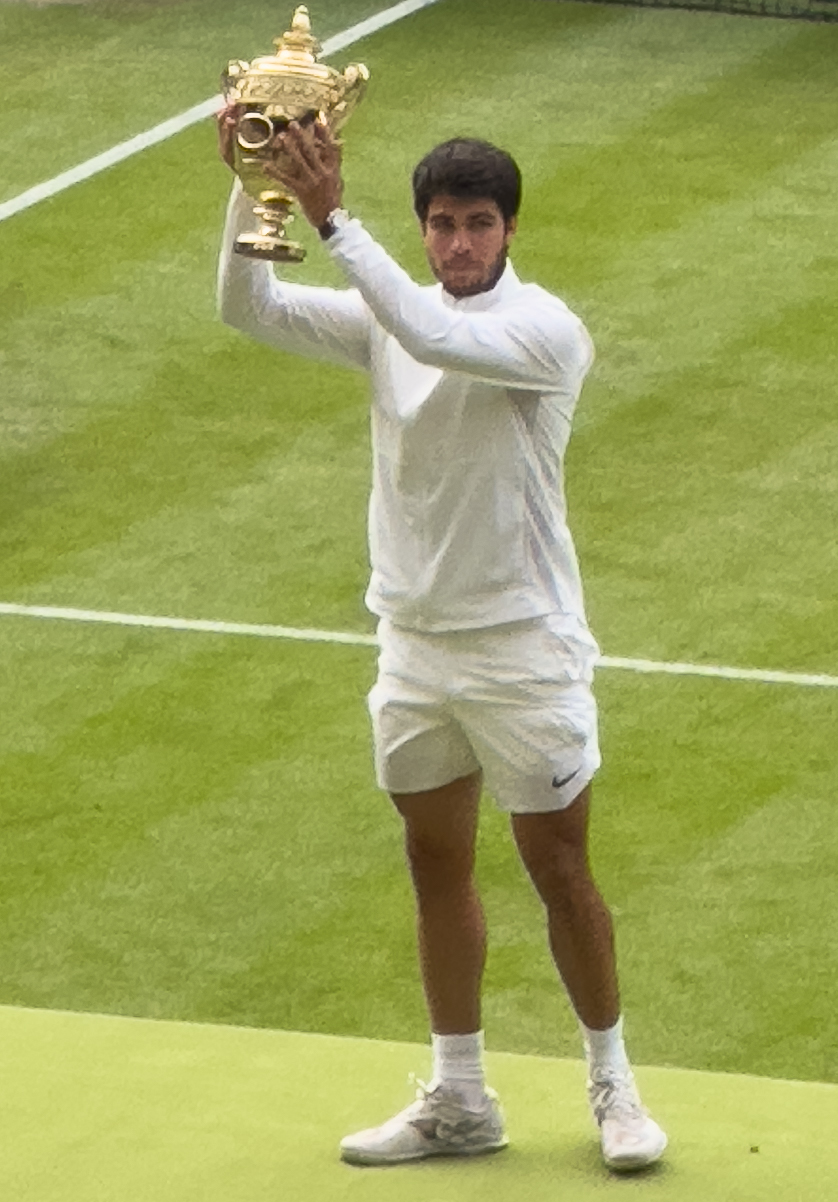
S trofejí po první výhře ve Wimbledonu

Po týdnu se vrátil do čela klasifikace díky jedenáctému kariérnímu titulu na cinch Championships v londýnském Queen's Clubu. Do finále postoupil přes Sebastiana Kordu a v něm pak zdolal australskou turnajovou sedmičku Alexe de Minaura. Odvezl si tak první trofej z travnatého povrchu a získal jistotu, že ve Wimbledonu bude nejvýše nasazeným. Na londýnském majoru ztratil první cestou do druhého grandslamového finále dva sety. První z nich mu odebral ve třetím kole Nicolás Jarry, druhý o kolo později Matteo Berrettini. Ani set však nepovolil ve čtvrtfinále světové šestce Holgeru Runeovi ani v semifinále světové trojce Daniilu Medveděvovi. V boji o titul i pozici světové jedničky se utkal s o 15 let a 348 dnů starším Djokovićovem, čímž se oba finalisté věkovým rozdílem zařadili na třetí místo v této statistice. Po ztrátě jednoznačně první sady ve prospěch Srba odvrátil ve zkrácené hře druhého dějství setbol. V páté hře třetího setu prolomil po 26 minut trvající hře Srbovo podání, a náskok ovládl následně i zbytek setu. Po ztrátě čtvrtého setu dokázala jako první prolomit podání soupeře v rozhodujícím dějství a zápas dopodával. Ve 20 letech a 72 dnech se tak stal třetím nejmladším wimbledonským šampionem, teprve třetím ze Španělska, a také pátým šampionem v otevřené éře s více než jedním grandslamem před dovršením 21 let.
Na obnoveném Hopman Cupu, hraného na antuce v Nice, se stala jeho partnerkou Rebeka Masárová. Přestože vyhrál všechny své zápasy ve dvouhře, ostatní zápasy reprezentanti Španělska prohrály a nepostoupili ze skupiny. Na kanadském National Bank Open jej vyřadil ve čtvrtfinále Tommy Paul. Porážku mu oplatil o týden později na Western & Southern Open, kde postoupil až do finále, kde se opět utkal s Djokovićem. Tentokrát odešel ze vzájemného zápasu poražen po třísetové bitvě, přestože vyhrál úvodní sadu a ve druhé měl výhodu prolomeného podání a následně měl v tiebreaku mečbol. Délkou 3 hodiny a 49 minut se jednalo o nejdelší finále v sérii Masters. Přesto si díky postupu do finále zajistil setrvání na čele žebříčku ATP, a to s minimálním náskokem 20 bodů. O tuto pozici přišel postupem Srbka do druhého kola na US Open. Sám Alcaraz na newyorské grandslamu jako obhájce titulu prošel s jedním ztraceným setem do semifinále, kde ho v souboji dvou posledních vítězů US Open vyřadil Daniil Medveděv.

### 2024: Vítězství na French Open, ve Wimbledonu a stříbrná medaile z olympijských her
Na French Open potřetí za sebou nechyběl ve čtvrtfinále, když přehrál světovou jednadvacítku Félixe Augera-Aliassimeho. V něm i pošesté porazila Řekovi Stefanose Tsitsipasa, čímž si zajistil semifinálový šlágr s nastupující světovou jedničkou Sinnerem. V první fázi utkání dominoval Sinner, který jasně ovládl první set a ve druhém vedl o brejk, než Španěl zlepšenou hrou v kombinaci se Sinnerovými chybami srovnal stav utkání. Ital se sice ujal vedení 2:1 na sety, čtvrté i páté dějství ale prohrál a Alcaraz si tak zajistil postup do třetího finále majoru. V něm porazil světovou čtyřku Alexandra Zvereva po pěti setech a více než 4 hodinách, čímž srovnal poměr vzájemných duelů na 5–5. Stal se tak prvním šampionem antukového majoru od Roda Lavera z roku 1962, který zvládl pětisetové bitvy v semifinále i finále. Zároveň kompletoval jako nejmladší hráč historie, ve 21 letech a 35 dnech, triumfy na všech grandslamových površích, čímž překonal tak Nadalův rekord z Australian Open 2009, kde jeho krajan zkompletoval povrchovou triádu ve 22 letech a 243 dnech.

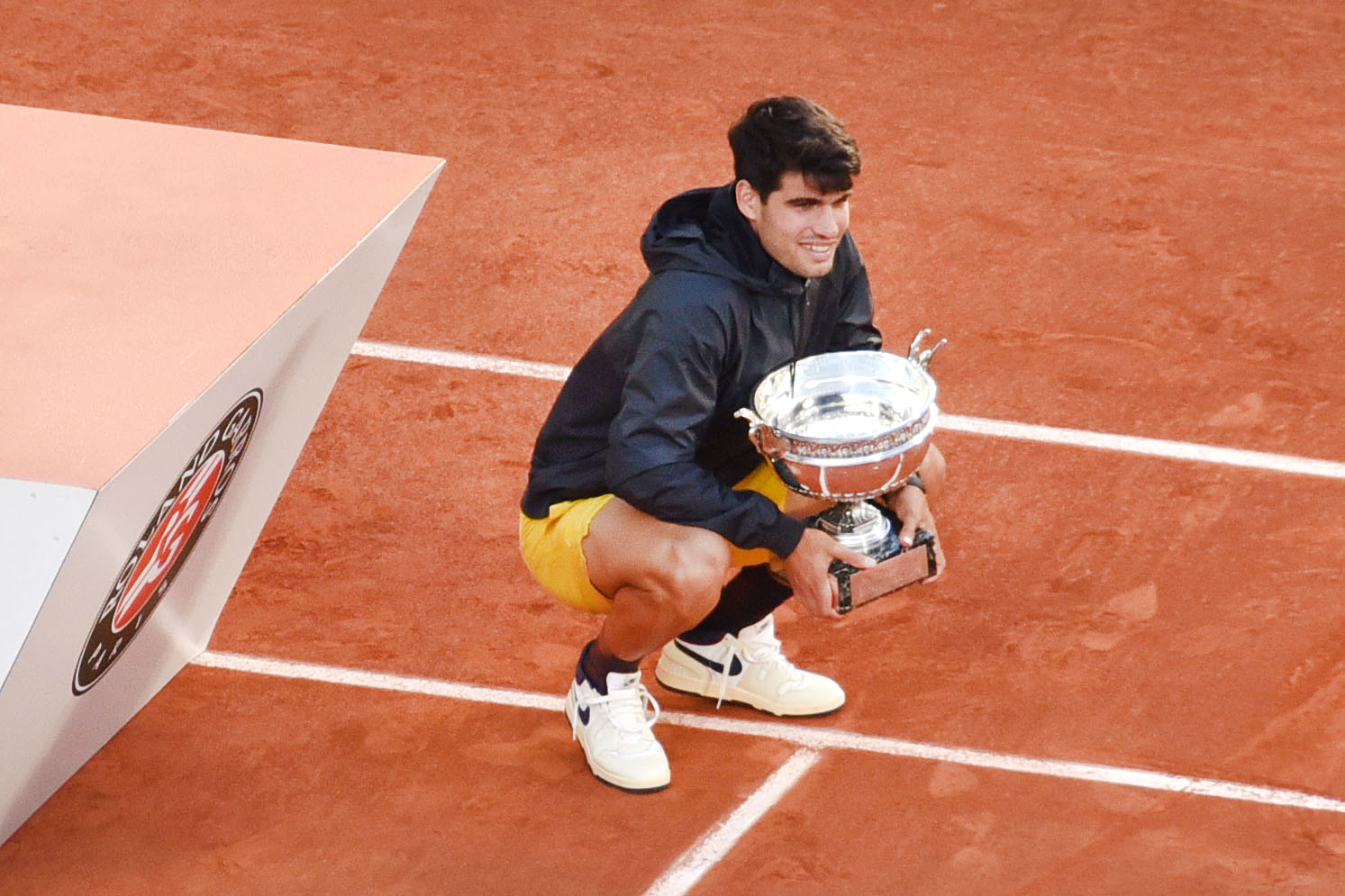
S Pohárem mušketýrů na French Open

Jediná travnatá generálka před grandslamem v Queen'su pro něj skončila ve druhém kole, když nečekaně podlehl britské jedničce Jacku Draperovi. Skončila tak 13zápasová neporazitelnost Španěla na trávě. Jako obhájce titulu vstupoval taktéž do Wimbledonu. Nejblíže vyřazení byl ve třetím kole, kde proti Francesi Tiafoeovi prohrávala již 1–2 na sety a ve čtvrtém setu musel o vítězi rozhodnout tiebreak. Ve čtvrtfinále otočil duel s dalším Američanem Tommy Paulem a v semifinále po roce opět Medveděva. V repríze finále předchozího ročníku opět zvítězil nad srbskou světovou dvojkou Novakem Djokovićem, tentokrát po třísetovém průběhu. Vyhrál celkově čtvrtý grandslam a druhý ve Wimbledonu. Po Federerovi se stal druhým mužem otevřené éry, který zvítězil v prvních čtyřech kariérních finále grandslamu. Po Laverovi, Borgovi, Nadalovi, Federerovi a Djokovićovi se stal šestým, a také nejmladším, tenistou open éry, jenž zkompletoval tzv. Channel Slam, představující zisk trofejí na obou stranách Lamanšského průlivu během sezóny.
Na přelomu července a srpna reprezentoval Španělsko na pařížské olympiádě. Do mužské čtyřhry zasáhl s Rafaelem Nadalem a po dvou výhrách postoupili mezi poslední osmičkou párů, kde nestačili na pozdější americké stříbrné medailisty Austina Krajicka s Rajeevem Ramem. Lépe si vedl ve dvouhře, kde jako druhý nasazený postoupil bez ztráty setu jako vůbec nejmladší tenista do souboje o zlatou medaili. Ve finále nestačil na nejvýše nasazeného Novaka Djokoviće, když nezvládl dvě zkrácené hry v závěrech setů.
Na dvorce se vrátil po vynechání Canada Masters až v Cincinnati, kde jej zaskočil hned ve druhém kole 37letý Francouz Gaël Monfils. Již ve druhém kole prohrál i na grandslamovém US Open s 74. hráčem žebříčku Boticem van de Zandschulpem, když neuhrál ani jeden set. Šestnáctý titul v kariéře získal na China Open, když ve finále přehrál po téměř tří a půl hodinovém boji světovou jedničku Jannika Sinnera poté, co lépe zvládla rozhodující tiebreak třetího setu, v němž vyhrál od stavu míčů 0–3 sedm posledních výměn. V úrovni ATP 500 se stal prvním tenistou, který v této kategorii od jejího zavedení v roce 2009 zkompletoval tituly ze všech povrchů – antuky, trávy i tvrdého povrchu. Šanghajská tisícovka pro něj skončila před branami semifinále a dalšího potenciálního duelu se Sinnerem, ke kterému jej nepustil Čech Tomáš Macháč.

### 2025: Pátý grandslamový titul
Na Australian Open usiloval poprvé o zkompletování kariérního grandslamu, čehož mohle ve 21 letech dosáhnojut jako nejmladší muž historie. Cestou do druhého melbournského čtvrtfinále v kariéře mu jediný set odebral ve třetím kole Portugalec Nuno Borges. Již mezi poslední osmičkou se utkal s Djokovićem, proti kterému sice vyhrál první set, nakonec ale po více než třech a půl hodinách prohrál ve čtyřech set a na Srba nestačil ani ve třetím vzájemném utkání na trvdém povrchu. Na Rotterdam Open zkompletoval sbírku titulů, když poprvé v kariéře ovládl turnaj hraný v halovém porstředí. Ve finále ve třech setech porazil Australana Alexe de Minaura.> O třetí titul v řadě usiloval v Indian Wells, v semifinále jej vyřadil pozdější vítěz Jack Draper. Již ve druhém kole dohrál na navazujícím Miami Open.
Do Monte-Carlo Masters vstupoval bez jediné singlové výhry na tomto turnaji. Prohraným setem rozehrál soutěž proti Franciscu Cerúndolovi, aby mu následně povolil už jenom jednu hru a zvítězil. Jednalo se o jeho stý antukový zápas na okruhu ATP. Při poměru utkání 82–18 držel mezi aktivními hráči s minimálně 100 antukovými dvouhrami nejvyšší úspěšnost na okruhu. Ve čtvrtfinále byl proti Arthurovi Filsovi na hraně porážky, když prohrál první set a ve druhém dějstvím měl Francouz za stavu 5–5 na podání Alcaraze tři brejkboly. Ztrátu podání pak musel dohánět i ve třetím dějství. V semifinále přehrál krajana Davidoviche Fokinu a ve finále otočil duel se zdravotně limitovaným Italem Lorenzo Musettim. Získal šestou trofej v sérii Masters, když po Nadalovi dosáhl tohoto výkonu jako druhý před dovršením 22 let. Po roční pauze se vrátil do Barcelony, kde při posledních dvou účastech vždy triumfoval. První prohru po 14 výhrách mu připravil ve finále Dán Holger Rune. V průběhu finále si poranil pravé stehno, což mělo za následek kromě porážky i odhlášení z Madrid Open.

## Finále na Grand Slamu

### Mužská dvouhra: 6 (5–1)
| Stav      | rok  | turnaj          | povrch | soupeř ve finále | výsledek                                |
| --------- | ---- | --------------- | ------ | ---------------- | --------------------------------------- |
| Vítěz     | 2022 | US Open         | tvrdý  | Casper Ruud      | 6–4, 2–6, 7–6(7–1), 6–3                 |
| Vítěz     | 2023 | Wimbledon       | tráva  | Novak Djoković   | 1–6, 7–6(8–6), 6–1, 3–6, 6–4            |
| Vítěz     | 2024 | French Open     | antuka | Alexander Zverev | 6–3, 2–6, 5–7, 6–1, 6–2                 |
| Vítěz     | 2024 | Wimbledon (2)   | tráva  | Novak Djoković   | 6–2, 6–2, 7–6(7–4)                      |
| Vítěz     | 2025 | French Open (2) | antuka | Jannik Sinner    | 4–6, 6–7(4–7), 6–4, 7–6(7–3), 7–6(10–2) |
| Finalista | 2025 | Wimbledon       | tráva  | Jannik Sinner    | 6–4, 4–6, 4–6, 4–6                      |

## Zápasy o olympijské medaile

### Mužská dvouhra: 1 (1 stříbro)
| Stav    | rok  | místo konání   | povrch | soupeř         | výsledek           |
| ------- | ---- | -------------- | ------ | -------------- | ------------------ |
| Stříbro | 2024 | Paříž, Francie | antuka | Novak Djoković | 6–7(3–7), 6–7(2–7) |

## Finále na okruhu ATP Tour

### Dvouhra: 29 (22–7)
| Legenda                     |
| --------------------------- |
| Grand Slam (5–1)            |
| Olympijské hry (0–1)        |
| Turnaj mistrů (0)           |
| ATP Tour Masters 1000 (8–1) |
| ATP Tour 500 (7–3)          |
| ATP Tour 250 (2–1)          |

| Finále podle povrchu |
| -------------------- |
| tvrdý (7–1)          |
| antuka (11–5)        |
| tráva (4–1)          |

| Finále podle prostředí |
| ---------------------- |
| venku (21–7)           |
| hala (1–0)             |

| Stav      | č.  | datum             | turnaj                                       | kategorie      | povrch    | soupeř ve finále    | výsledek                                |
| --------- | --- | ----------------- | -------------------------------------------- | -------------- | --------- | ------------------- | --------------------------------------- |
| Vítěz     | 1.  | 25. července 2021 | Umag, Chorvatsko                             | ATP 250        | antuka    | Richard Gasquet     | 6–2, 6–2                                |
| Vítěz     | 2.  | 20. února 2022    | Rio de Janeiro, Brazílie                     | ATP 500        | antuka    | Diego Schwartzman   | 6–4, 6–2                                |
| Vítěz     | 3.  | 3. dubna 2022     | Miami, Spojené státy                         | ATP 1000       | tvrdý     | Casper Ruud         | 7–5, 6–4                                |
| Vítěz     | 4.  | 24. dubna 2022    | Barcelona, Španělsko                         | ATP 500        | antuka    | Pablo Carreño Busta | 6–3, 6–2                                |
| Vítěz     | 5.  | 8. května 2022    | Madrid, Španělsko                            | ATP 1000       | antuka    | Alexander Zverev    | 6–3, 6–1                                |
| Finalista | 1.  | 24. července 2022 | Hamburk, Německo                             | ATP 500        | antuka    | Lorenzo Musetti     | 4–6, 7–6(8–6), 4–6                      |
| Finalista | 2.  | 31. července 2022 | Umag, Chorvatsko                             | ATP 250        | antuka    | Jannik Sinner       | 7–6(7–5), 1–6, 1–6                      |
| Vítěz     | 6.  | 11. září 2022     | US Open, New York, Spojené státy             | Grand Slam     | tvrdý     | Casper Ruud         | 6–4, 2–6, 7–6(7–1), 6–3                 |
| Vítěz     | 7.  | 19. února 2023    | Buenos Aires, Argentina                      | ATP 250        | antuka    | Cameron Norrie      | 6–3, 7–5                                |
| Finalista | 3.  | 26. února 2023    | Rio de Janeiro, Brazílie                     | ATP 500        | antuka    | Cameron Norrie      | 7–5, 4–6, 5–7                           |
| Vítěz     | 8.  | 19. března 2023   | Indian Wells, Spojené státy                  | ATP 1000       | tvrdý     | Daniil Medveděv     | 6–3, 6–2                                |
| Vítěz     | 9.  | 23. dubna 2023    | Barcelona, Španělsko (2)                     | ATP 500        | antuka    | Stefanos Tsitsipas  | 6–3, 6–4                                |
| Vítěz     | 10. | 7. května 2023    | Madrid, Španělsko (2)                        | ATP 1000       | antuka    | Jan-Lennard Struff  | 6–4, 3–6, 6–3                           |
| Vítěz     | 11. | 25. června 2023   | Queen's Club, Londýn, Spojené království     | ATP 500        | tráva     | Alex de Minaur      | 6–4, 6–4                                |
| Vítěz     | 12. | 16. července 2023 | Wimbledon, Londýn, Spojené království        | Grand Slam     | tráva     | Novak Djoković      | 1–6, 7–6(8–6), 6–1, 3–6, 6–4            |
| Finalista | 4.  | 20. srpna 2023    | Cincinnati, Spojené státy                    | ATP 1000       | tvrdý     | Novak Djoković      | 7–5, 6–7(7–9), 6–7(4–7)                 |
| Vítěz     | 13. | 17. března 2024   | Indian Wells, Spojené státy (2)              | ATP 1000       | tvrdý     | Daniil Medveděv     | 7–6(7–5), 6–1                           |
| Vítěz     | 14. | 9. června 2024    | French Open, Paříž, Francie                  | Grand Slam     | antuka    | Alexander Zverev    | 6–3, 2–6, 5–7, 6–1, 6–2                 |
| Vítěz     | 15. | 14. července 2024 | Wimbledon, Londýn, Spojené království (2)    | Grand Slam     | tráva     | Novak Djoković      | 6–2, 6–2, 7–6(7–4)                      |
| Finalista | 5.  | 4. srpna 2024     | Paříž, Francie                               | Olympijské hry | antuka    | Novak Djoković      | 6–7(3–7), 6–7(2–7)                      |
| Vítěz     | 16. | 2. října 2024     | Peking, Čína                                 | ATP 500        | tvrdý     | Jannik Sinner       | 6–7(6–8), 6–4, 7–6(7–3)                 |
| Vítěz     | 17. | 9. února 2025     | Rotterdam, Nizozemsko                        | ATP 500        | tvrdý (h) | Alex de Minaur      | 6–4, 3–6, 6–2                           |
| Vítěz     | 18. | 13. dubna 2025    | Monte-Carlo, Monako                          | ATP 1000       | antuka    | Lorenzo Musetti     | 3–6, 6–1, 6–0                           |
| Finalista | 6.  | 20. dubna 2025    | Barcelona, Španělsko                         | ATP 500        | antuka    | Holger Rune         | 6–7(6–8), 2–6                           |
| Vítěz     | 19. | 18. května 2025   | Řím, Itálie                                  | ATP 1000       | antuka    | Jannik Sinner       | 7–6(7–6), 6–1                           |
| Vítěz     | 20. | 8. června 2025    | French Open, Paříž, Francie (2)              | Grand Slam     | antuka    | Jannik Sinner       | 4–6, 6–7(4–7), 6–4, 7–6(7–3), 7–6(10–2) |
| Vítěz     | 21. | 22. června 2025   | Queen's Club, Londýn, Spojené království (2) | ATP 500        | tráva     | Jiří Lehečka        | 7–5, 6–7(5–7), 6–2                      |
| Finalista | 7.  | 13. července 2025 | Wimbledon, Londýn, Spojené království        | Grand Slam     | tráva     | Jannik Sinner       | 6–4, 4–6, 4–6, 4–6                      |
| Vítěz     | 22. | 18. srpna 2025    | Cincinnati, Spojené státy                    | ATP 1000       | tvrdý     | Jannik Sinner       | 5–0skreč                                |

## Finále Next Gen ATP Finals

### Dvouhra: 1 (1–0)
| Stav  | č. | datum              | turnaj        | povrch    | soupeř ve finále | výsledek           |
| ----- | -- | ------------------ | ------------- | --------- | ---------------- | ------------------ |
| Vítěz | 1. | 13. listopadu 2021 | Milán, Itálie | tvrdý (h) | Sebastian Korda  | 4–3(7–5), 4–2, 4–2 |

## Finále na challengerech ATP a okruhu Futures

### Dvouhra: 9 (7–2)
| Legenda           |
| ----------------- |
| Challengery (4–1) |
| ITF (3–1)         |

| Stav      | Č. | datum         | turnaj               | okruh             | povrch | poražený finalista      | výsledek      |
| --------- | -- | ------------- | -------------------- | ----------------- | ------ | ----------------------- | ------------- |
| Vítěz     | 1. | červenec 2019 | Denia, Španělsko     | World Tennis Tour | antuka | Timofej Skatov          | 6–4, 6–3      |
| Vítěz     | 2. | leden 2020    | Manacor, Španělsko   | World Tennis Tour | tvrdý  | Evan Furness            | 6–0, 6–2      |
| Vítěz     | 3. | leden 2020    | Manacor, Španělsko   | World Tennis Tour | tvrdý  | Evan Furness            | 6–3, 6–4      |
| Finalista | 1. | únor 2020     | Antalya, Turecko     | World Tennis Tour | antuka | Zsombor Piros           | 6–4, 4–6, 3–6 |
| Vítěz     | 1. | srpen 2020    | Terst, Itálie        | Challenger        | antuka | Riccardo Bonadio        | 6–4, 6–3      |
| Finalista | 1. | září 2020     | Cordenons, Itálie    | Challenger        | antuka | Bernabé Zapata Miralles | 2–6, 6–4, 2–6 |
| Vítěz     | 2. | říjen 2020    | Barcelona, Španělsko | Challenger        | antuka | Damir Džumhur           | 4–6, 6–2, 6–1 |
| Vítěz     | 3. | říjen 2020    | Alicante, Španělsko  | Challenger        | antuka | Pedro Martínez Portero  | 7–6(8–6), 6–3 |
| Vítěz     | 4. | květen 2021   | Oeiras, Portugalsko  | Challenger        | antuka | Facundo Bagnis          | 6–4, 6–4      |

## Chronologie výsledků na Grand Slamu

### Dvouhra
| Turnaj          | 2020 | 2021    | 2022    | 2023  | 2024    | 2025  | SR     | V–P   |
| --------------- | ---- | ------- | ------- | ----- | ------- | ----- | ------ | ----- |
| Australian Open | A    | 2. kolo | 3. kolo | A     | ČF      | ČF    | 0 / 4  | 11–4  |
| French Open     | 1Q   | 3. kolo | ČF      | SF    | Vítěz   | Vítěz | 2 / 5  | 25–3  |
| Wimbledon       | NH   | 2. kolo | 4. kolo | Vítěz | Vítěz   | F     | 2 / 5  | 24–3  |
| US Open         | A    | ČF      | Vítěz   | SF    | 2. kolo |       | 1 / 4  | 17–3  |
| výhry–prohry    | 0–0  | 8–4     | 16–3    | 17–2  | 19–2    | 17–2  | 5 / 18 | 77–13 |

| Legenda | Legenda                                   | Legenda | Legenda                     |
| ------- | ----------------------------------------- | ------- | --------------------------- |
| SR      | poměr vyhraných turnajů ku všem odehraným | W–L V–P | výhry–prohry                |
| NH      | daný rok se turnaj nekonal                | A       | turnaje se hráč nezúčastnil |
| Q1 / 1Q | prohra v kole kvalifikace                 | 1k / 1R | prohra v daném kole turnaje |
| ČF / QF | prohra ve čtvrtfinále                     | SF      | prohra v semifinále         |
| F       | prohra ve finále                          | Vítěz   | vítězství v turnaji         |

## Vítězství nad hráči Top 10
Přehled
| Sezóna    | 2021 | 2022 | 2023 | 2024 | 2025 | Celkem |
| --------- | ---- | ---- | ---- | ---- | ---- | ------ |
| Vítězství | 3    | 9    | 11   | 12   | 10   | 45     |

Vítězství
| Č.                                     | hráč                  | ATP | turnaj                                | povrch    | fáze             | skóre                                   | Alcaraz |
| -------------------------------------- | --------------------- | --- | ------------------------------------- | --------- | ---------------- | --------------------------------------- | ------- |
| 2021                                   |                       |     |                                       |           |                  |                                         |         |
| 1.                                     | Stefanos Tsitsipas    | 3.  | US Open, New York, Spojené státy      | tvrdý     | 3. kolo          | 6–3, 4–6, 7–6(7–2), 0–6, 7–6(7–5)       | 55.     |
| 2.                                     | Matteo Berrettini     | 7.  | Vídeň, Rakousko                       | tvrdý (h) | čtvrtfinále      | 6–1, 6–7(2–7), 7–6(7–5)                 | 42.     |
| 3.                                     | Jannik Sinner         | 9.  | Paříž, Franice                        | tvrdý (h) | 2. kolo          | 7–6(7–1), 7–5                           | 35.     |
| 2022                                   |                       |     |                                       |           |                  |                                         |         |
| 4.                                     | Matteo Berrettini     | 6.  | Rio de Janeiro, Brazílie              | antuka    | čtvrtfinále      | 6–2, 2–6, 6–2                           | 29.     |
| 5.                                     | Stefanos Tsitsipas    | 5.  | Miami, Spojené státy                  | tvrdý     | 4. kolo          | 7–5, 6–3                                | 16.     |
| 6.                                     | Hubert Hurkacz        | 10. | Miami, Spojené státy                  | tvrdý     | semifinále       | 7–6(7–5), 7–6(7–2)                      | 16.     |
| 7.                                     | Casper Ruud           | 8.  | Miami, Spojené státy                  | tvrdý     | finále           | 7–5, 6–4                                | 16.     |
| 8.                                     | Stefanos Tsitsipas    | 5.  | Barcelona, Španělsko                  | antuka    | čtvrtfinále      | 6–4, 5–7, 6–2                           | 11.     |
| 9.                                     | Rafael Nadal          | 4.  | Madrid, Španělsko                     | antuka    | čtvrtfinále      | 6–2, 1–6, 6–3                           | 9.      |
| 10.                                    | Novak Djoković        | 1.  | Madrid, Španělsko                     | antuka    | semifinále       | 6–7(5–7), 7–5, 7–6(7–5)                 | 9.      |
| 11.                                    | Alexander Zverev      | 3.  | Madrid, Španělsko                     | antuka    | finále           | 6–3, 6–1                                | 9.      |
| 12.                                    | Casper Ruud           | 7.  | US Open, New York, Spojené státy      | tvrdý     | finále           | 6–4, 2–6, 7–6(7–1), 6–3                 | 4.      |
| 2023                                   |                       |     |                                       |           |                  |                                         |         |
| 13.                                    | Félix Auger-Aliassime | 10. | Indian Wells, Spojené státy           | tvrdý     | čtvrtfinále      | 6–4, 6–4                                | 2.      |
| 14.                                    | Daniil Medveděv       | 6.  | Indian Wells, Spojené státy           | tvrdý     | finále           | 6–3, 6–2                                | 2.      |
| 15.                                    | Taylor Fritz          | 10. | Miami, Spojené státy                  | tvrdý     | čtvrtfinále      | 6–4, 6–2                                | 1.      |
| 16.                                    | Stefanos Tsitsipas    | 5.  | Barcelona, Španělsko                  | antuka    | finále           | 6–3, 6–4                                | 2.      |
| 17.                                    | Stefanos Tsitsipas    | 5.  | French Open, Paříž, Francie           | antuka    | čtvrtfinále      | 6–2, 6–1, 7–6(7–5)                      | 1.      |
| 18.                                    | Holger Rune           | 6.  | Wimbledon, Londýn, Spojené království | tráva     | čtvrtfinále      | 7–6(7–3), 6–4, 6–4                      | 1.      |
| 19.                                    | Daniil Medveděv       | 3.  | Wimbledon, Londýn, Spojené království | tráva     | semifinále       | 6–3, 6–3, 6–3                           | 1.      |
| 20.                                    | Novak Djoković        | 2.  | Wimbledon, Londýn, Spojené království | tráva     | finále           | 1–6, 7–6(8–6), 6–1, 3–6, 6–4            | 1.      |
| 21.                                    | Casper Ruud           | 9.  | Peking, Čína                          | tvrdý     | čtvrtfinále      | 6–4, 6–2                                | 2.      |
| 22.                                    | Andrej Rubljov        | 5.  | ATP Finals, Turín, Itálie             | tvrdý (h) | základní skupina | 7–5, 6–2                                | 2.      |
| 23.                                    | Daniil Medveděv       | 3.  | ATP Finals, Turín, Itálie             | tvrdý (h) | základní skupina | 6–4, 6–4                                | 2.      |
| 2024                                   |                       |     |                                       |           |                  |                                         |         |
| 24.                                    | Alexander Zverev      | 6.  | Indian Wells, Spojené státy           | tvrdý     | čtvrtfinále      | 6–3, 6–1                                | 2.      |
| 25.                                    | Jannik Sinner         | 3.  | Indian Wells, Spojené státy           | tvrdý     | semifinále       | 1–6, 6–3, 6–2                           | 2.      |
| 26.                                    | Daniil Medveděv       | 4.  | Indian Wells, Spojené státy           | tvrdý     | finále           | 7–6(7–5), 6–1                           | 2.      |
| 27.                                    | Stefanos Tsitsipas    | 9.  | French Open, Paříž, Francie           | antuka    | čtvrtfinále      | 6–3, 7–6(7–3), 6–4                      | 3.      |
| 28.                                    | Jannik Sinner         | 2.  | French Open, Paříž, Francie           | antuka    | semifinále       | 2–6, 6–3, 3–6, 6–4, 6–3                 | 3.      |
| 26.                                    | Alexander Zverev      | 4.  | French Open, Paříž, Francie           | antuka    | finále           | 6–3, 2–6, 5–7, 6–1, 6–2                 | 3.      |
| 30.                                    | Daniil Medveděv       | 5.  | Wimbledon, Londýn, Spojené království | tráva     | semifinále       | 6–7(1–7), 6–3, 6–4, 6–4                 | 3.      |
| 31.                                    | Novak Djoković        | 2.  | Wimbledon, Londýn, Spojené království | tráva     | finále           | 6–2, 6–2, 7–6(7–4)                      | 3.      |
| 32.                                    | Taylor Fritz          | 7.  | Laver Cup, Berlín, Německo            | tvrdý (h) | základní skupina | 6–2, 7–5                                | 3.      |
| 33.                                    | Daniil Medveděv       | 5.  | Peking, Čína                          | tvrdý     | semifinále       | 7–5, 6–3                                | 3.      |
| 34.                                    | Jannik Sinner         | 1.  | Peking, Čína                          | tvrdý     | finále           | 6–7(6–8), 6–4, 7–6(7–3)                 | 3.      |
| 35.                                    | Andrej Rubljov        | 8.  | ATP Finals, Turín, Itálie             | tvrdý (h) | základní skupina | 6–3, 7–6(10–8)                          | 3.      |
| 2025                                   |                       |     |                                       |           |                  |                                         |         |
| 36.                                    | Alex de Minaur        | 8.  | Rotterdam, Nizozemsko                 | tvrdý (h) | finále           | 6–4, 3–6, 6–2                           | 3.      |
| 37.                                    | Alex de Minaur        | 7.  | Barcelona, Španělsko                  | antuka    | čtvrtfinále      | 7–5, 6–3                                | 2.      |
| 38.                                    | Jack Draper           | 5.  | Řím, Itálie                           | antuka    | čtvrtfinále      | 6–4, 6–4                                | 3.      |
| 39.                                    | Lorenzo Musetti       | 9.  | Řím, Itálie                           | antuka    | semifinále       | 6–3, 7–6(7–4)                           | 3.      |
| 40.                                    | Jannik Sinner         | 1.  | Řím, Itálie                           | antuka    | finále           | 7–6(7–6), 6–1                           | 3.      |
| 41.                                    | Lorenzo Musetti       | 7.  | French Open, Paříž, Francie           | antuka    | semifinále       | 4–6, 7–6(7–3), 6–0, 2–0skreč            | 2.      |
| 42.                                    | Jannik Sinner         | 1.  | French Open, Paříž, Francie           | antuka    | finále           | 4–6, 6–7(4–7), 6–4, 7–6(7–3), 7–6(10–2) | 2.      |
| 43.                                    | Taylor Fritz          | 5.  | Wimbledon, Londýn, Spojené království | tráva     | semifinále       | 6–4, 5–7, 6–3, 7–6(8–6)                 | 2.      |
| 44.                                    | Alexander Zverev      | 3.  | Cincinnati, Spojené státy             | tvrdý     | semifinále       | 6–4, 6–3                                | 2.      |
| 45.                                    | Jannik Sinner         | 1.  | Cincinnati, Spojené státy             | tvrdý     | finále           | 5–0skreč                                | 2.      |
| výhra nad úřadující světovou jedničkou |                       |     |                                       |           |                  |                                         |         |

## Rekordy
| Turnaj / událost | rok dosažení | popis rekordu                                                 | sdílení                                                                                       |
| ---------------- | ------------ | ------------------------------------------------------------- | --------------------------------------------------------------------------------------------- |
| Grand Slam       | 2024         | vítězství na French Open a Wimbledonu v jedné sezóně          | Rod Laver Björn Borg Rafael Nadal Roger Federer Novak Djoković                                |
| Grand Slam       | 2022 2025    | vítěz dvou Grand Slamů po odvrácení alespoň jednoho mečbolu   | Rod Laver Novak Djoković                                                                      |
| Grand Slam       | 2025         | výhra grandslamové fináleho z 0–2 na sety                     | Ivan Lendl Andre Agassi Gastón Gaudio Dominic Thiem Novak Djoković Rafael Nadal Jannik Sinner |
| Grand Slam       | 2024         | nejmladší hráč s tituly ze všech povrchů – 21 let a 1 měsíc   | zůstává sám                                                                                   |
| French Open      | 2025         | nejdelší finále mužské dvouhry, 5:29 hodin                    | Jannik Sinner                                                                                 |
| Žebříček ATP     | 2022         | nejmladší hráč na 1. místě – 19 let a 130 dní                 | zůstává sám                                                                                   |
| Žebříček ATP     | 2022         | nejmladší hráč na 1. místě na konci sezóny – 19 let a 214 dní | zůstává sám                                                                                   |
| ATP 500          | 2022         | nejmladší vítěz turnaje ATP Tour 500 – 18 let a 10 měsíců     | zůstává sám                                                                                   |
| ATP 500          | 2024         | zisk titulu na antuce, trávě, tvrdém povrchu                  | zůstává sám                                                                                   |
| ATP 500          | 2025         | zisk titulu na antuce, trávě, tvrdém povrchu a v hale         | zůstává sám                                                                                   |